# Ancien Sacré-Cœur d'Ixelles
L'ancien Sacré-Cœur d'Ixelles est un complexe religieux qui s'était implanté à la bordure des deux communes de Saint Gilles et Ixelles. Il regroupait initialement plusieurs entités : un couvent, une école de jeunes filles, son pensionnat et une chapelle. L'établissement a été commandé par la congrégation du Sacré-Cœur de Jésus et construit, en 1892, sur l'actuel îlot encadré par les rues du Tabellion, Africaine, Américaine et Chaussée de Charleroi. Au cours des XXe et XXIe siècles, le Sacré-Cœur subit de multiples constructions, réaménagements et démolitions. L'îlot voit son affectation religieuse première disparaître au profit de multiples logements, commerces et du centre scolaire « Ma Campagne ».

## Histoire
L'îlot de l'ancien Sacré-Cœur d'Ixelles apparaît au moment de la démolition de la seconde enceinte de Bruxelles et de son aménagement à partir de 1818.

### Origine de l'Îlot du Sacré-Cœur

#### Avant la démolition de la Seconde Enceinte de Bruxelles (... - 1818)
Avant qu'elles ne soient détruites, des chemins qui, partant des différentes portes de la ville (entre autres les porte de Namur et porte de Hal), permettaient de se déplacer parmi les différents faubourgs qui entouraient les fortifications, et de rejoindre directement les principales villes voisines (Namur, Waterloo, etc.).

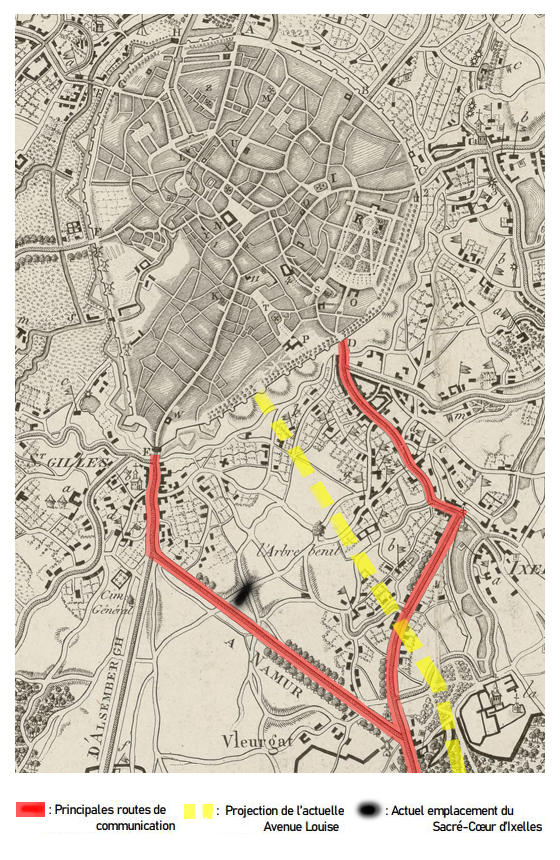
Carte topographique de Bruxelles et de ses principaux axes de communications en 1810.

Après 1818, le réaménagement de la deuxième enceinte (démolition et création de boulevards), laisse libre cours à la création de nouveaux projets majeurs d'agrandissements urbains pour Bruxelles.
Ces chemins qui, autrefois, dynamisaient les zones périurbaines de Bruxelles se sont convertis en des axes importants dans la composition urbaine de ce qui deviendra des communes rattachées au centre historique, à la seconde moitié du XIXe siècle, lors des grands travaux urbains de Victor Besme , sous Léopold II.

#### Réaménagement de l'enceinte en boulevard (1818)
Les communes d'Ixelles et de Saint-Gilles, dont le Sacré-Cœur s'implantera dans la bordure des deux, ne se développent qu'autour des anciennes portes de Bruxelles (porte de Hal et porte de Namur). Elles ne connaissent un réel développement urbain qu'à partir de 1851, lorsque sera décidé de construire un grand percement reliant le boulevard de Waterloo au bois de la Cambre : l'avenue Louise.
Une première ébauche du projet sera réalisée en 1839 par « l'inspecteur des bâtisses dans les faubourgs », Charles Vanderstraeten : la rue Louise rejoindrait le boulevard de Waterloo à la nouvelle place Stéphanie, d'où partiraient deux axes majeurs. De cette proposition, sera sauvegardée, lors des débuts de travaux, une seule de ces deux routes, qui deviendra par la suite, la chaussée de Charleroi, fondatrice du plan de l'îlot dont le Sacré-Cœur héritera.
Voie monumentale et précurseur d'une politique d'embellissement à Bruxelles, la construction de l'avenue Louise engendrera un urbanisme massif progressif le long de son axe durant tout le long de la deuxième moitié du XIXe siècle : c'est l'ère des « Beaux Quartiers » bourgeois de Bruxelles.
Bien qu'inaugurée en 1866, l'avenue Louise ne sera complètement aménagée qu'à partir du XXe . Durant le deuxième versant du XIXe, le quartier est encore clairsemé de plusieurs parcelles rurales plus ou moins habitées (ex : le hameau de Vleurgat).
Dans ce contexte, l'actuel quartier de « Ma Campagne » verra une transition progressive de son tissu rural populaire, en un quartier urbain bourgeois, où s'implantera quelques années plus tard la Congrégation du Sacré-Cœur et ses religieuses, aux abords de la chaussée de Waterloo et de Charleroi.

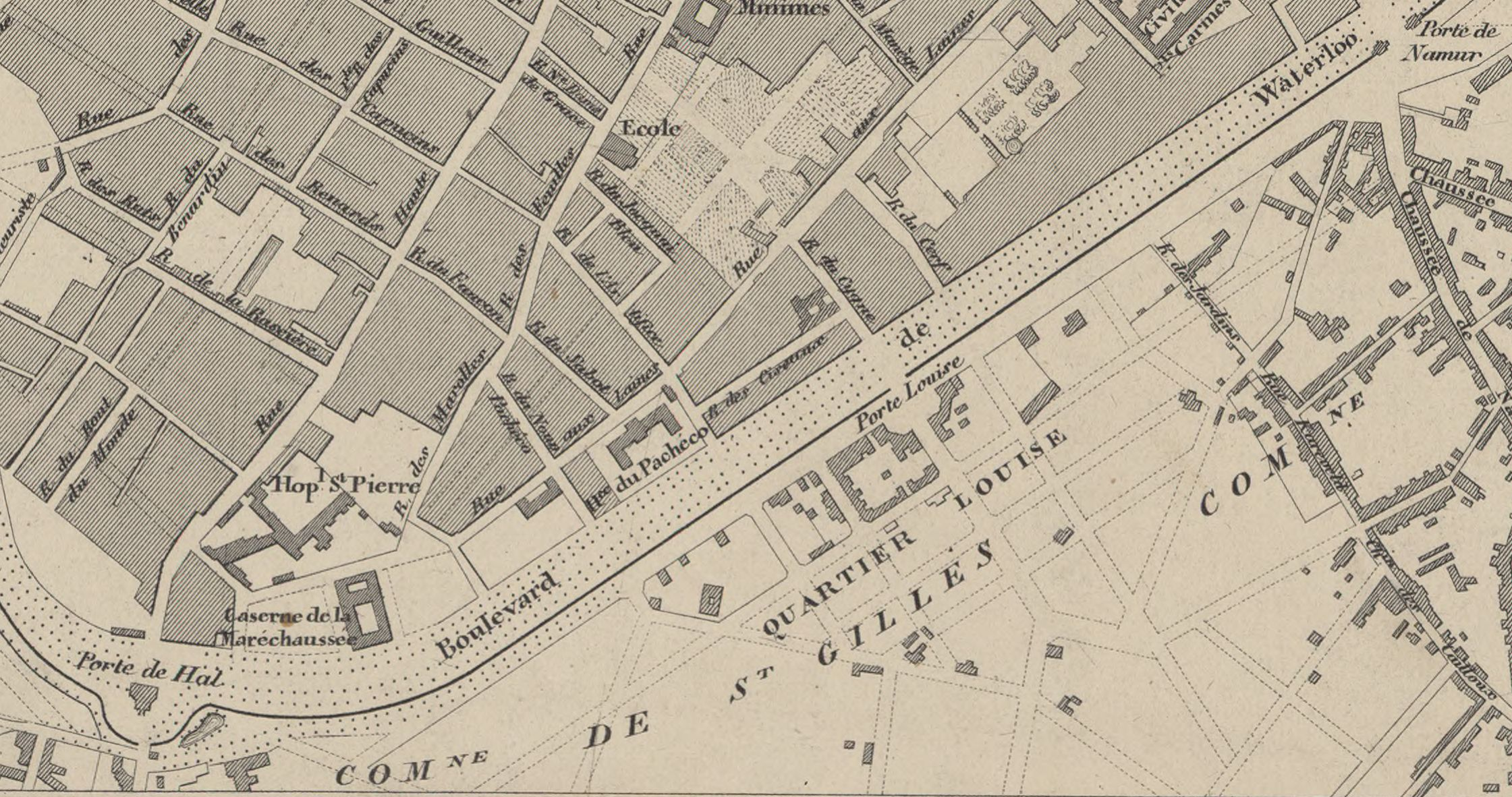
Projet urbain de Charles Vander Straeten (1839).
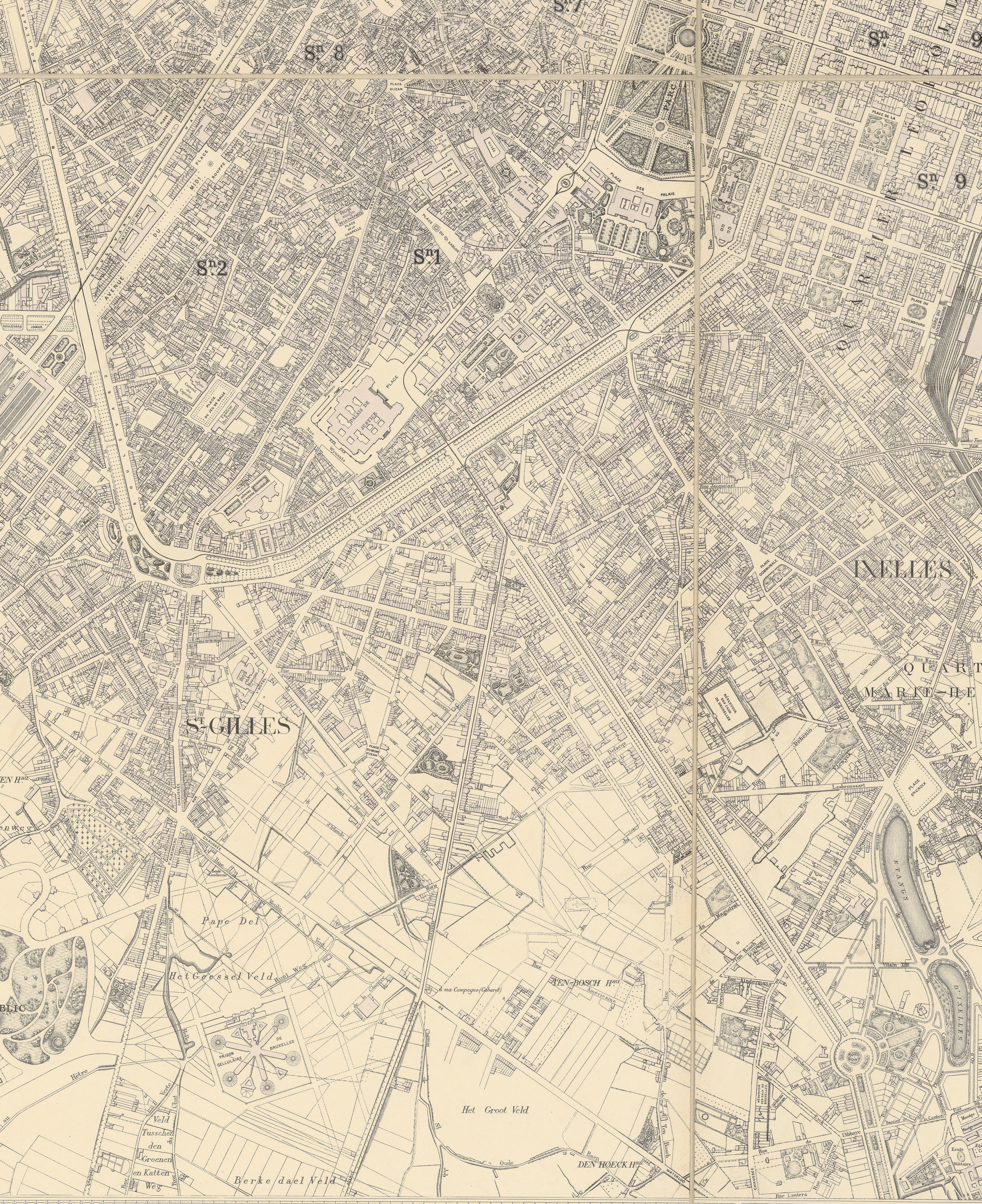
Carte des communes de Saint-Gilles et Ixelles (1881).

#### Première apparition du plan de l'Îlot du Sacré-Cœur d'Ixelles
Pendant la fin du XIXe, le futur îlot du Sacré-Cœur, ainsi que le tracé urbain de son quartier, connaîtront une évolution dans leur conception. Lors des années qui suivirent 1866 (la fin du chantier de l'Avenue Louise), les plans montrent une première configuration urbaine (à gauche) : elle ne sera pas retenue. Car une deuxième configuration, apercevable sur des plans du début de XXe, montre alors la nouvelle église de la Sainte Trinité comme génératrice de tracés urbains (à droite) : le nouveau Parvis de la Trinité se prolonge sur les rue Africaine et rue du Tabellion. Celles-ci seront les composantes définitives de l'îlot du Sacré-Cœur d'Ixelles. La datation de ces plans démontre que l'établissement de cette configuration urbaine correspond à un événement survenant à la même période du début de XXe siècle : la mise en place de la Loi Combes en France.

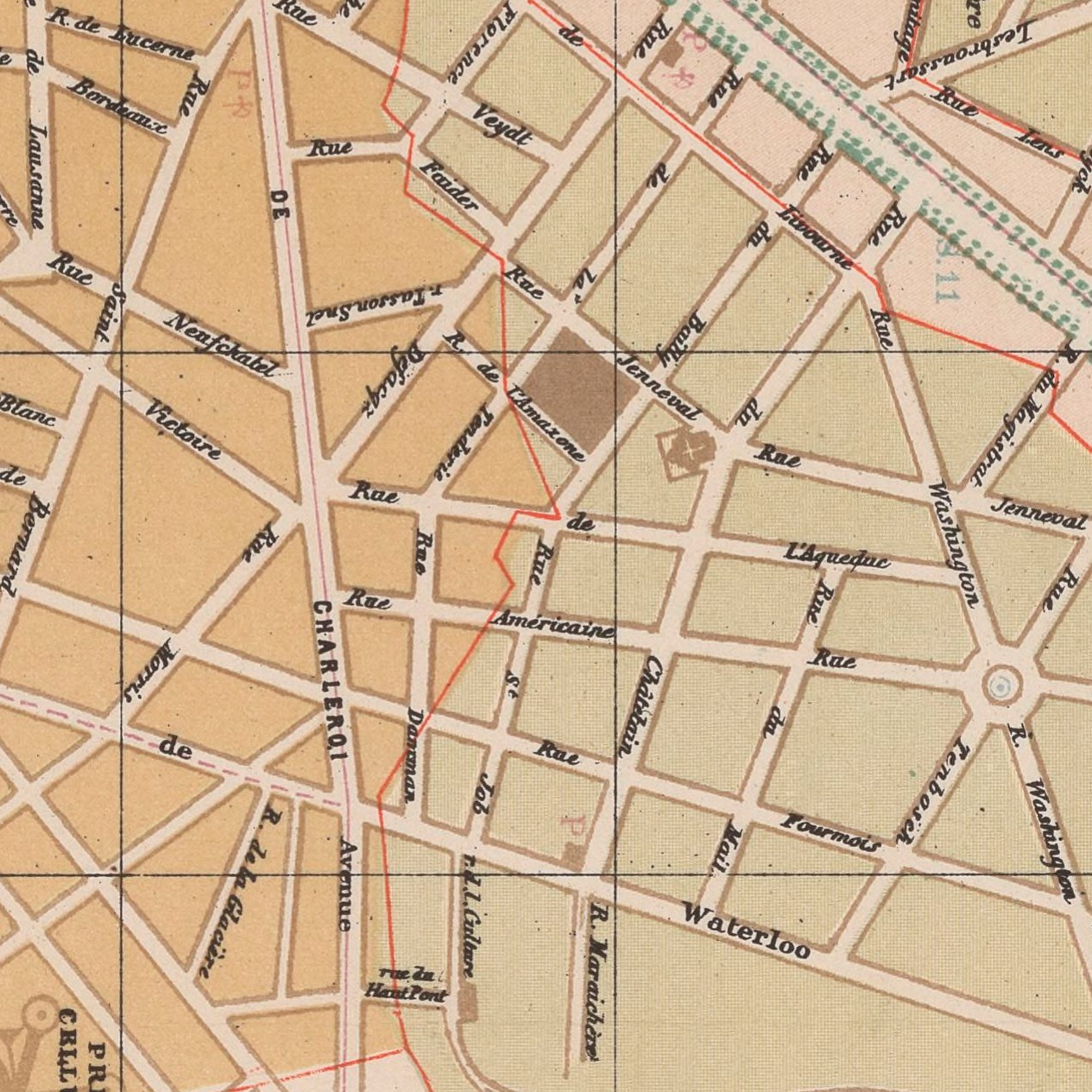
Plan d'une première configuration urbaine dans le quartier Ma Campagne, Bruxelles (1886).
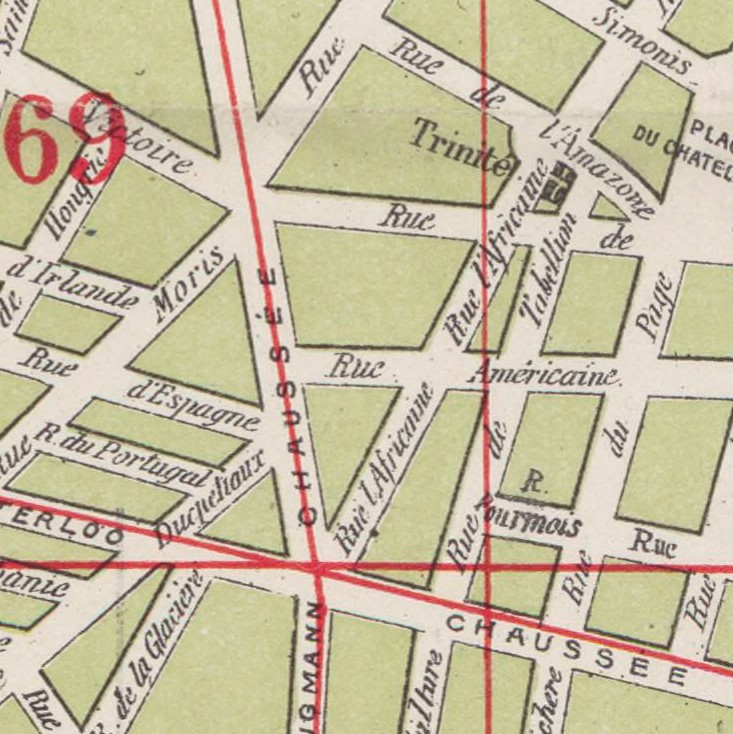
Plan de la deuxième et finale configuration urbaine pour le quartier Ma Campagne, Bruxelles (1910).

### Origines du Sacré-Cœur d'Ixelles

#### Loi Combes (1904)

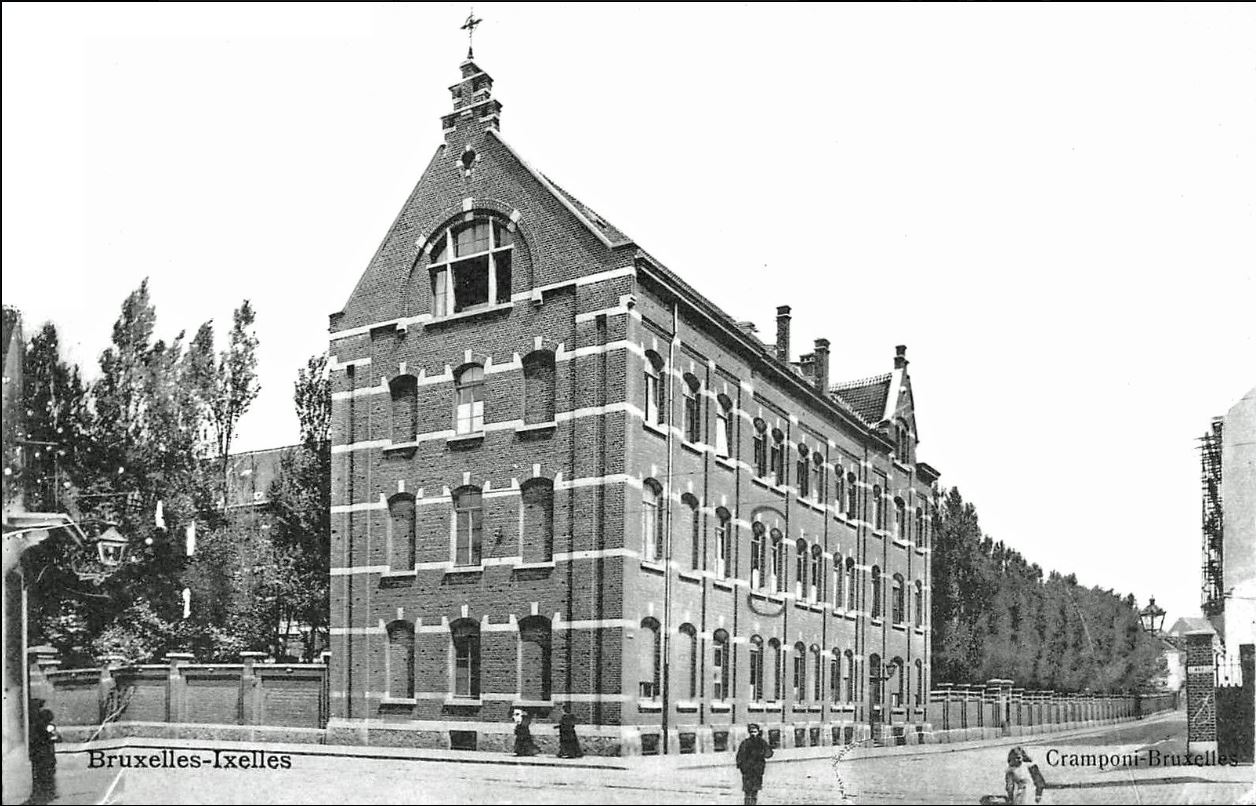
Carte postale - vue du Couvent des Dames du Sacré-Cœur d'Ixelles, depuis la Chaussée de Waterloo (1910).

Il existait bien avant, en 1889, une école du Sacré-Cœur, établissement de petite envergure, situé à la rue de la Culture (actuelle rue Franz Merjay), dans le milieu presque rural de « Ma Campagne ». À la suite de l'abrogation de l'enseignement de congrégations religieuses en France le 7 juillet 1904 (application de la loi Combes), ces organisations, telles que les religieuses du Sacré-Cœur, émigrèrent de France pour s'installer dans des pays voisins. Entre 1892 et 1915, la congrégation aura déjà acquis l'entièreté de l'îlot (encadré par les rues Américaine, Africaine, et Chaussée de Waterloo) et y aura déplacé tout son généralat dans un nouveau bâtiment qu'elles auront fait construire au préalable, en 1892, en bordure de la Chaussée.
Ce nouveau bâtiment comprend alors un couvent, une chapelle, un pensionnat et une école. Celle-ci repose la base de son enseignement aux jeunes filles, sur les préceptes de Madeleine-Sophie Barat, fondatrice de la société du Sacré-Cœur de Jésus. Leur formation se constitue essentiellement de littérature et de gestion de différentes tâches liées au foyer, le tout dans un cadre d'apprentissage très pieux.
Durant cette période d'avant-guerre, les documents photographiques dépeignent le couvent comme étant le seul élément constitutif de l'îlot. Le reste de la parcelle apparaît comme un grand jardin muré, appartenant à la congrégation.

#### Premières annexes (1936 - 1954)

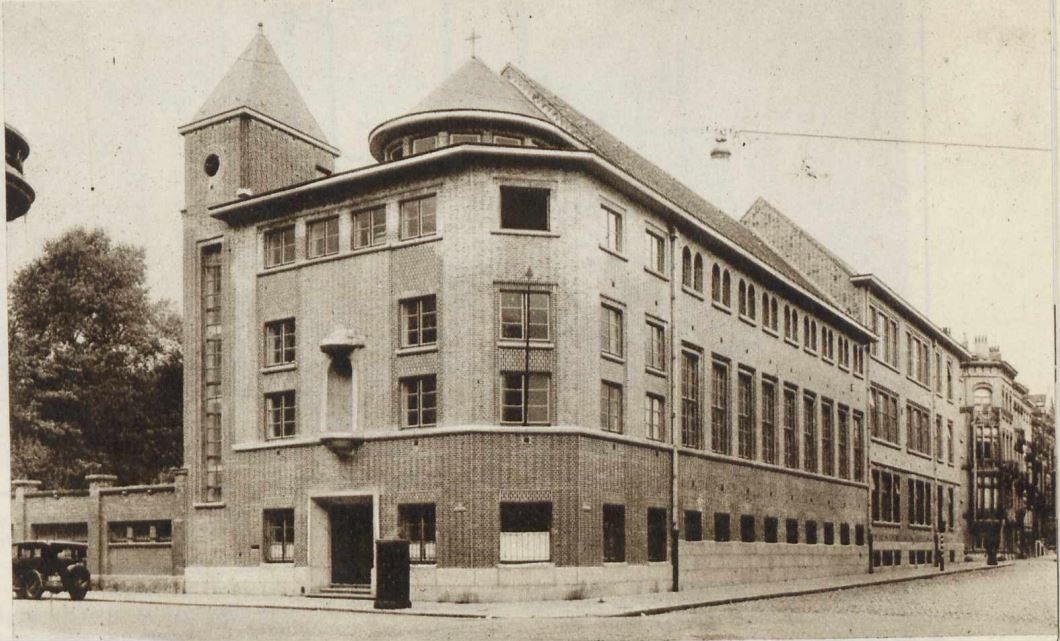
Vue de la nouvelle école du Sacré-Cœur d'Ixelles depuis la rue Américaine (1936).

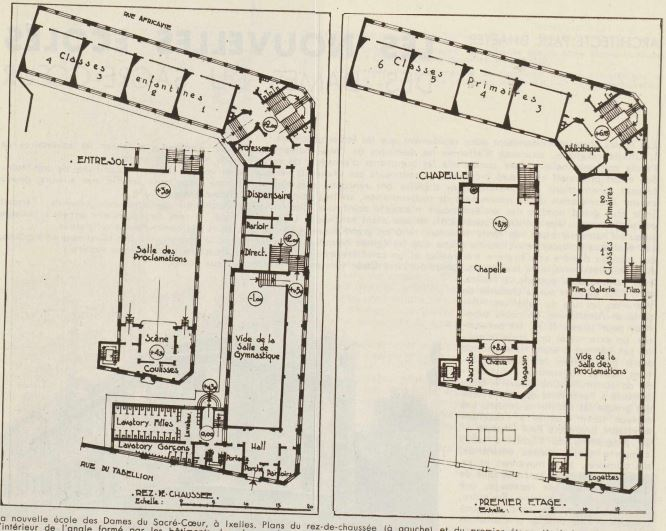
Plans de la nouvelle école du Sacré-Cœur d'Ixelles (1936).

Au cours des années 1930, le modernisme architectural s'empare de Bruxelles et, en contre-pied de styles plus anciens, est perçu comme signe de modernité technique, artistique et moyen d'élévation sociale. Les Dames du Sacré-Cœur décident de faire construire une nouvelle annexe, inscrit dans ce nouveau mouvement architectural. Le principe constructif rationnel du style moderniste plait aux représentants de l'enseignement confessionnel, car ils veulent dissocier l'image de leur discipline d'un cadre trop vétuste et « anarchique », propre aux « vieilles » architectures religieuses : ils veulent ainsi inscrire leurs pratiques dans une nouvelle ère, régie par un désir "d'harmonie et ordre", caractéristiques du modernisme.
En 1936, le couvent fait construire sa première annexe. Cette nouvelle annexe a été conçue par l'architecte moderniste bruxellois Paul Dhaeyer et s'implante en « U » sur le côté opposé par rapport au couvent, en bordure de la rue Américaine, fermant ainsi l'îlot du Sacré-Cœur d'Ixelles de ses deux extrémités. Le programme auquel il doit répondre consiste en l'aménagement de plusieurs salles de classes enfantines et primaires, mais aussi une salle polyvalente, une salle de gymnastique et une chapelle. Ces dernières sont disposées au plus près de l'entrée pour qu'elles puissent demeurer publiques.La composition du plan démontre de nouvelles intentions très modernes : le plan des classes est pensé pour y maintenir un ensoleillement constant et maximal et l'architecte prévoit une forte générosité d'espace dans les zones de circulation.
L'agrandissement de l'école se suivit d'un nouveau projet du même architecte en 1958. Dans un contexte de forte augmentation démographique d'après-guerre, l'école adapte son établissement et se prolonge le long de la Rue du Tabellion d'une nouvelle annexe. Celle-ci aura pour but de relier l'école primaire au couvent et de recevoir un nombre plus important de jeunes filles.

#### Dernières annexes (1974 - aujourd'hui)
Durant le début des années 1970, l'établissement scolaire voit sa population d'étudiantes fortement baisser. Le quota est de moins en moins rempli et la fermeture définitive menace l'établissement des religieuses du Sacré-Cœur d'Ixelles. Elles se retrouvent confrontées à un problème qui compose fondamentalement leur éducation : à mesure que le monde entre dans une ère moderne, les enseignements congréganistes constatent un désintérêt croissant du grand public aux préceptes religieux enseignés aux jeunes filles. L'apprentissage des préceptes de Madeleine-Sophie Barat ainsi que la formation de « maîtresse de maison » devient obsolète et inadéquat. D'autant plus que la loi relative à la « structure générale et à l'organisation de l'enseignement secondaire en Belgique » dans le cadre du projet de réforme scolaire laïque pour une école « pluraliste » apporté par le gouvernement belge, appliquée le 19 juillet 1971, vise à mettre en place une éducation commune pour tous les établissements secondaires publics belges. Le choix d'un enseignement primaire qui prépare à l'entrée en secondaire s'applique à tous, peu importe le genre.

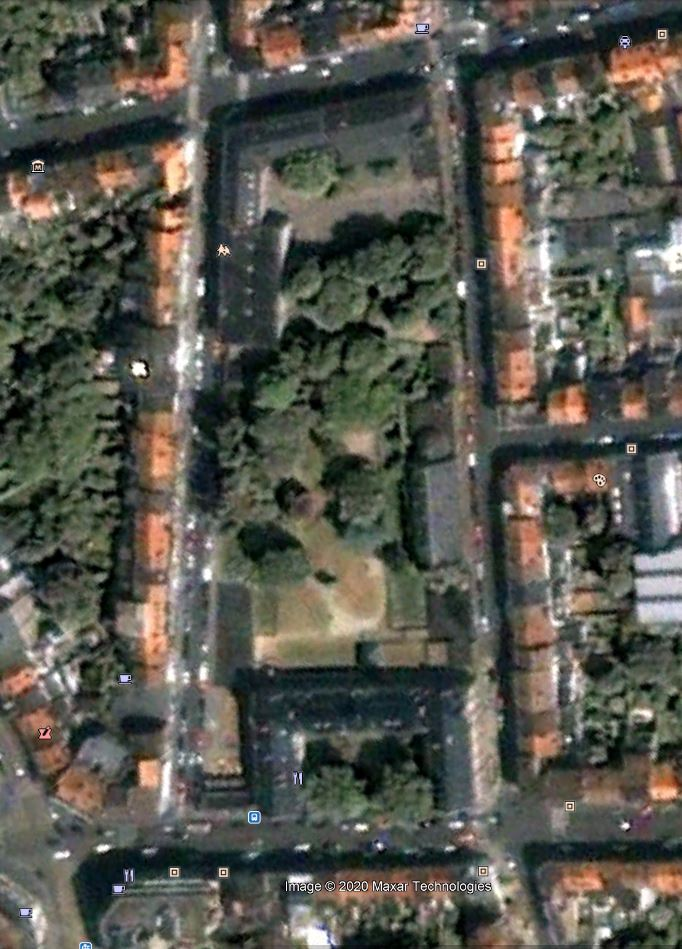
Vue satellitaire - l'îlot du Sacré-Cœur (2001).

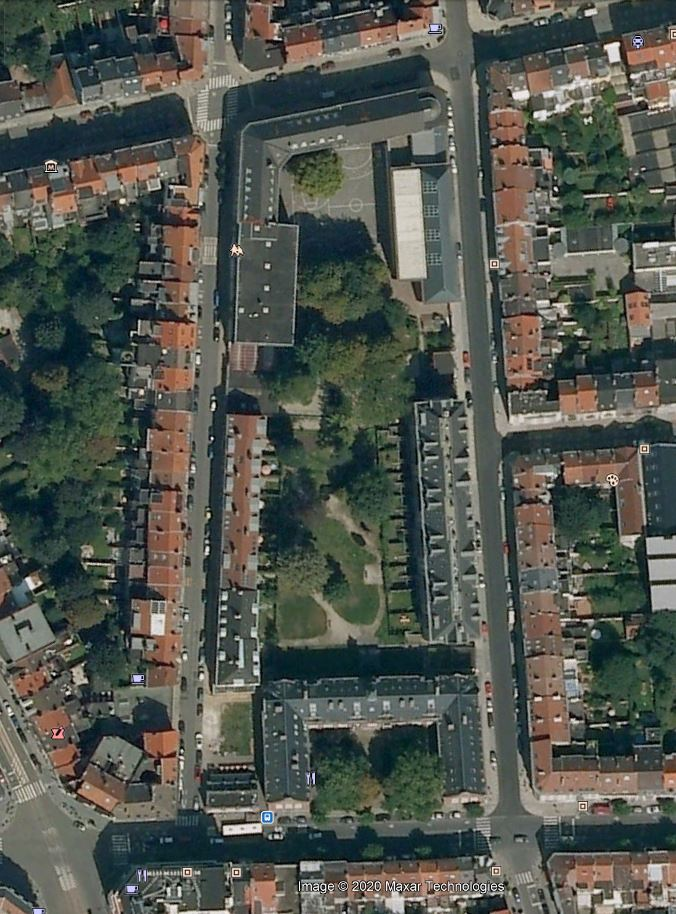
Vue satellitaire - l'îlot du Sacré-Cœur (2009).

En réponse à la potentielle fermeture de l'école, en 1974, les parents d'élèves et les professeurs de l'école se réunissent au côté de l'archevêché. Ensemble, ils mettent en place un « P.O. » (Pourvoir Organisateur), qui posera les premières pierres d'une nouvelle ère de gestion : celle-ci réunira des membres de la congrégation et de membres non-clerc.
Quatre ans plus tard, en 1978, cette nouvelle direction fit de l'internat du Sacré-Cœur d'Ixelles pour jeunes filles, un externat mixte. A l'approche du centenaire de l'établissement (1989), il est décidé de faire construire une nouvelle annexe sur la rue Africaine en réinvestissant (et démolissant) des portions de l'école de 1936. Conçu par l'architecte Luc Helbig en 1988, ce bâtiment sera consacré à l'enseignement fondamental du Sacré-Cœur. La célébration du centenaire marquera le début d'une nouvelle ère pour le nouvellement nommé Centre Scolaire Ma Campagne.
Le début du XXIe siècle marquera un tournant définitif pour l'ancien îlot du Sacré-Cœur. Une nouvelle annexe du centre Ma Campagne marquera la fin des aménagements pour l'école. Elle fut conçue par Emile Verhagen et construite sur la rue du Tabellion en 2003, dans le prolongement du bâtiment existant. Dans le processus, la tour de la chapelle, construite en 1936, sera démolie.
Au cours des années 2000, l'extension du Sacré-Cœur, construite en 1954 sera entièrement démolie pour laisser place à un complexe de logements le long de la rue du Tabellion (architecte : Atelier Art Urbain). Le couvent sera profondément rénové et réhabilité en commerces et logements. L'ancienne cure ainsi que la chapelle y seront démolies. Enfin, un nouveau complexe de logements fut construit le long de la rue Africaine (architecte : David de Weber).

## Description des bâtiments

### Ancien Couvent du Sacré-Cœur d'Ixelles (1892)

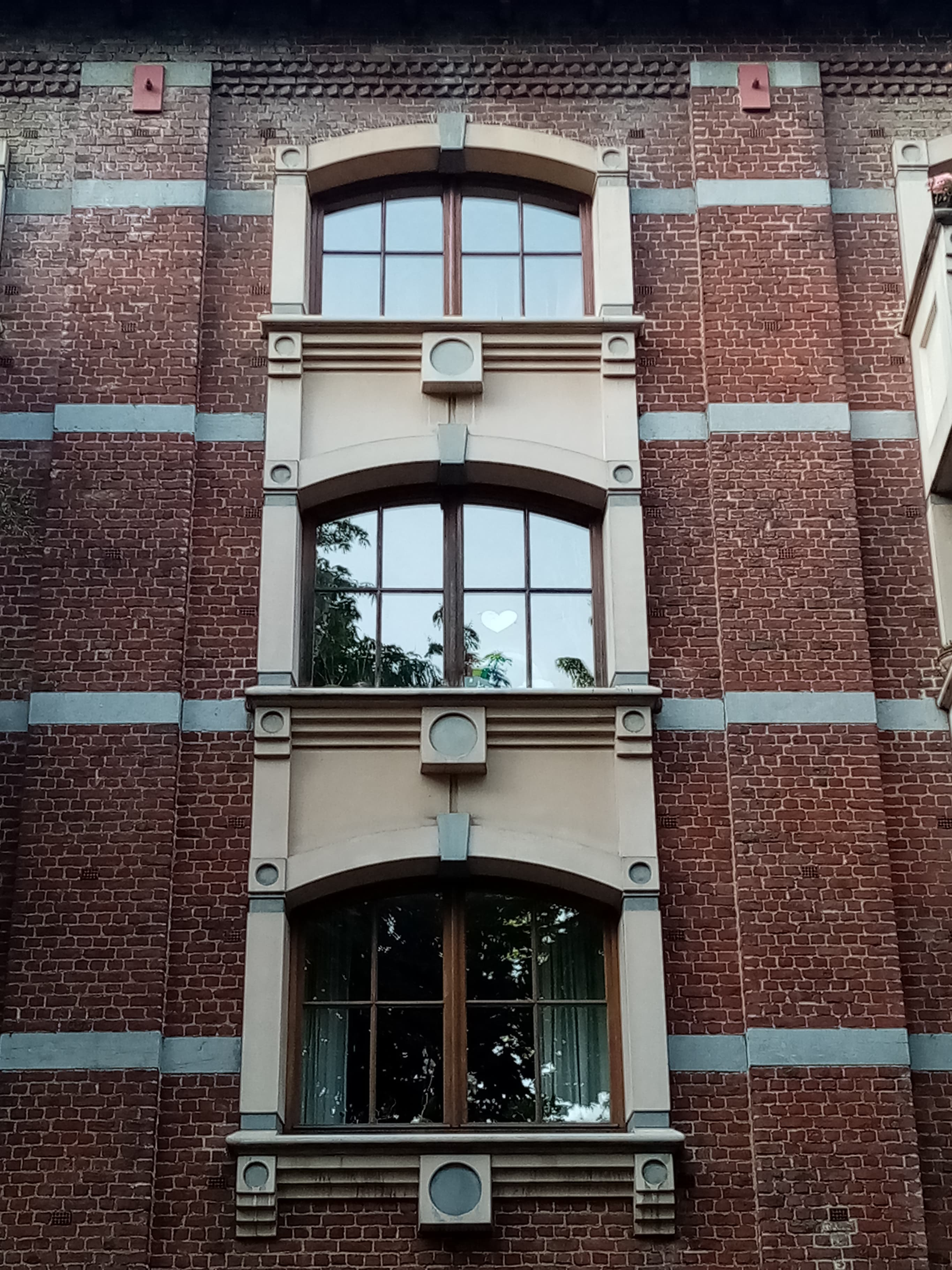
Vue d'un module de fenêtre sur une façade de l'ancien couvent du Sacré-Cœur d'Ixelles.

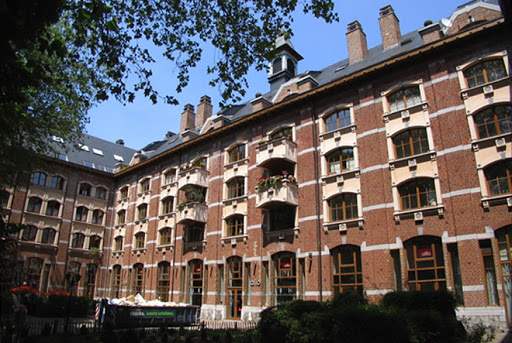
Vue de l'ancien Couvent du Sacré-Cœur d'Ixelles.

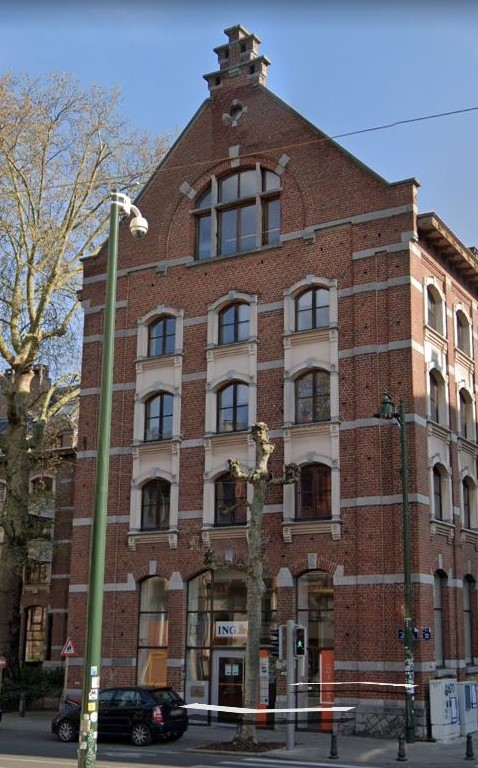
Vue d'une façades à pignon du Couvent du Sacré-Cœur d'Ixelles.

Le premier bâtiment des Dames du Sacré-Cœur, construit en 1892 , s'implante donc en bordure de la Chaussée de Waterloo sur le croisement avec la rue du Tabellion. Il est conçu sur un plan en « U » : le bâtiment est composé de trois ailes et d'une cour intérieure et celle-ci s'ouvre sur la chaussée. Le couvent est de style éclectique néo-renaissance flamand : le bâtiment reprend des éléments de composition de façade et un usage de matériaux typique de la seconde moitié du XIXe siècle. L'entièreté des élévations du couvent est composée d'une répétition d'une unité d'assemblage verticale de trois fenêtres, reliant le R+1 au R+3. Elle ordonne toutes les façades en un rythme régulier de travées , mis en lumière par un contraste de couleur, assurée par un usage de matériaux différents (enduit clair sur de la maçonnerie en brique).
Cette unité est composée de trois embrasures en arc surbaissé, chacune logeant une baie et s'extrudant du plan de la façade par une chambranle détaillée. Celle-ci est constituée de deux petits pilastres, qui flanquent l'embrasure, surmontés d'un chapiteau carré entaillé d'un disque, le tout supportant un linteau en arc surbaissé et couronnée d'une clé de voûte grossie. Le tout repose sur un appui de fenêtre supporté par deux petites consoles entaillées par le même disque et joints par des redents horizontaux. Les redents des consoles des trois chambranles , se prolongent dans une continuité verticale. Enfin, l'assemblage est caractérisé par une bichromie de matériaux : les disques entaillés, les gorgerins et socles des pilastres ainsi que les clés de voûtes sont de couleur grise. Le reste des éléments, y compris le trumeau séparant les fenêtres sont en beige : cette couleur allie toute l'unité en un ensemble distinct du fond en brique. Les façades sont donc rythmées verticalement par cette unité de fenêtres monochrome qui se prolonge jusqu'au rez-de-chaussée par une grande baie rectiligne surmontée d'un linteau en arc surbaissé dont les clés de voûte et sommiers sont mis en valeur par de la pierre bleue. Cette monotonie verticale est d'autant plus soulignée par une répétition de pilastres longeant la façade, du soubassement à la corniche. Horizontalement, le bâtiment est scindé par six bandeaux de pierre bleue .
Les deux ailes qui encadrent parallèlement la cour, s'aboutissent perpendiculairement à la Chaussée de Waterloo avec des façades à pignon. La façade est ajourée d'une baie centrale, à meneaux. Cette fenêtre prend ses fondations sur le prolongement perpendiculaire de la ligne d'égout de la toiture sur le pignon. Sur cette même continuité, un linteau en arc outrepassé entoure de sa courbe l'arche surbaissée de la baie. Cet élément est supporté par des consoles en pierre bleue, indépendantes pour chaque pied de l'arcade. Celle-ci démarque sa clé de voûte et deux de ses voussoirs latéraux par de la pierre bleue. Le pignon est surmonté sur son sommet par une acrotère de briques à redents et, en bas, d'un petit œil-de-bœuf, dont les voussoirs orthogonaux sont aussi mis en valeur par de la pierre bleue. La façade reprend le même procédé de composition par l'unité de trois fenêtres : trois travées sont disposées et flanquées d'un total de quatre pilastres de briques. Les façades latérales et arrière gardent aussi le même principe de composition symétrique avec pour seules altérations certaines travées, dans lesquelles les appuis des deux baies supérieures sont extrudés du mur de sorte à créer des balcons. Ces mêmes travées sont accentuées verticalement par l'ajout d'une lucarne à gable flanquée du prolongement des pilastre latéraux. Les lignes de faîtage de la toiture à double pente, se projettent perpendiculairement sur les façades respectives et y crée une travée particulière avec un petit pignon ajourée d'une fenêtre à arche surbaissée (dans le même principe que les pignons à bordure de la Chaussée de Waterloo). Enfin, parmi les divers éléments émergeant de la toiture (cheminées et velux), se situe en plein centre, un clocher, unique pinacle du couvent.

### Nouvelle école du Sacré-Cœur d'Ixelles (1936)

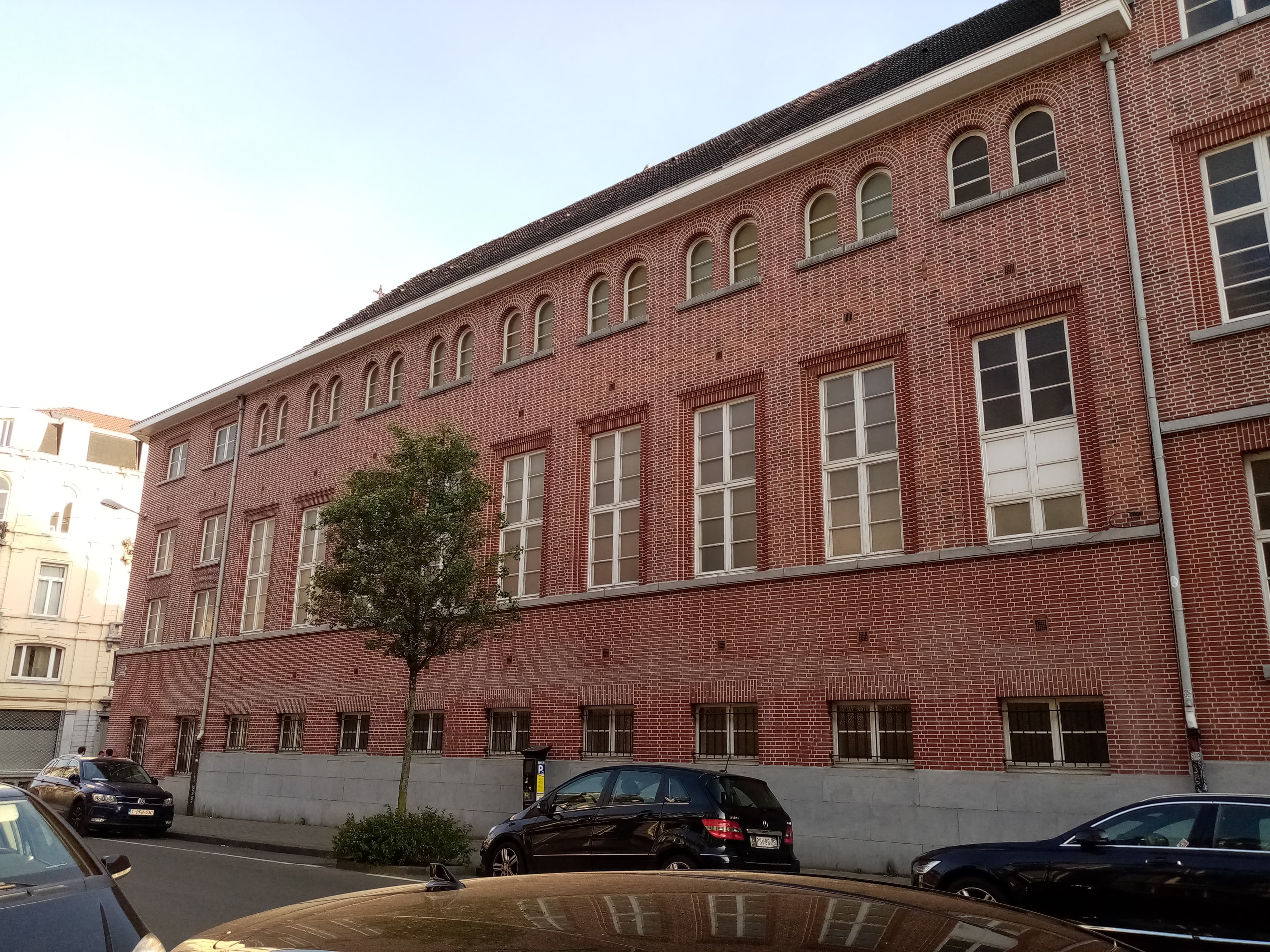
Vue de l'aile gauche du centre scolaire Ma Campagne sur la rue Américaine.

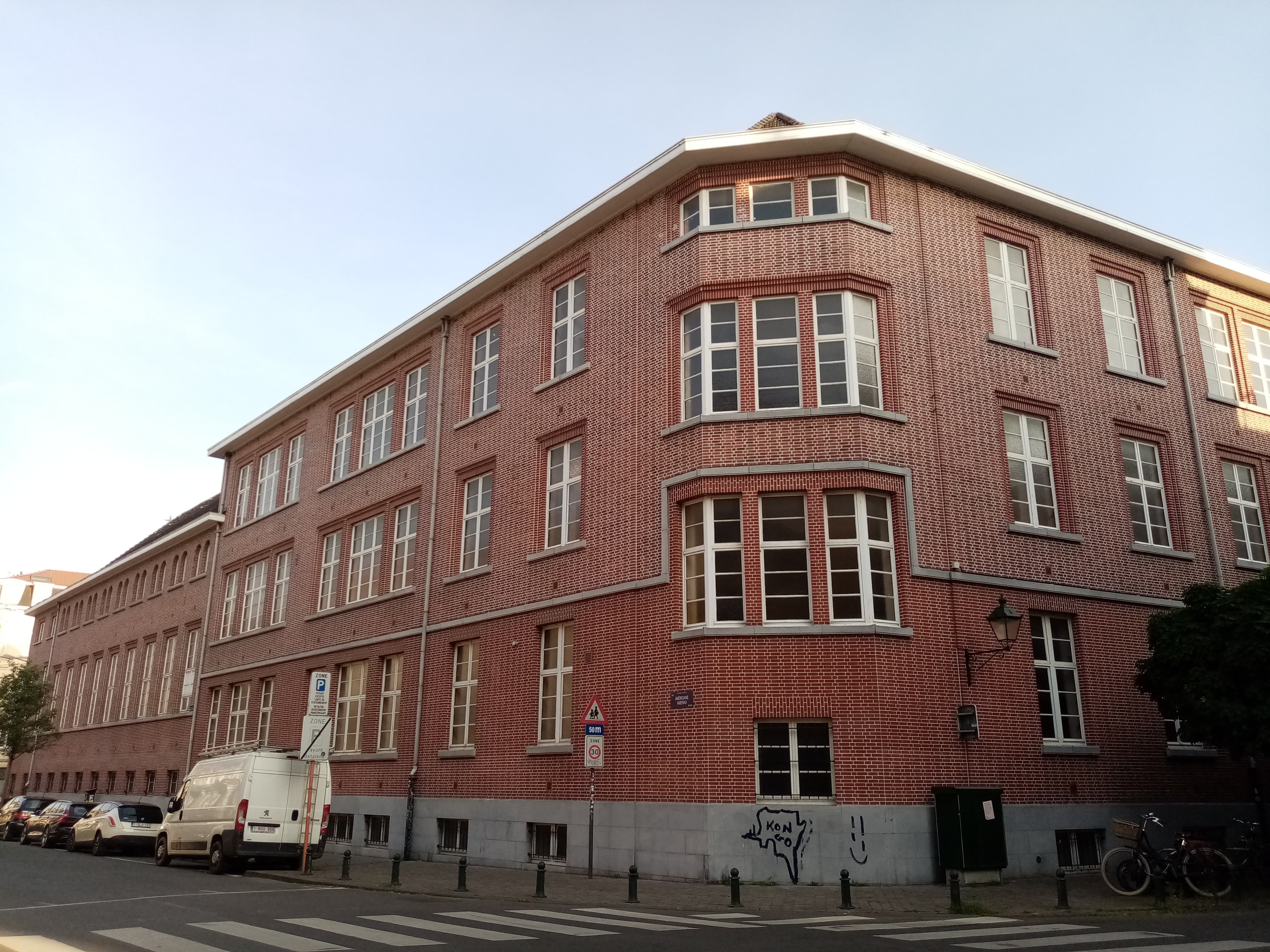
Vue de l'aile droite du centre scolaire Ma Campagne sur la rue Américaine.

Sur l'autre extrémité de l'îlot, est implanté le centre scolaire Ma Campagne. Le bâtiment est la première version de l'école du couvent du Sacré-Cœur, construite en 1936. Il est composé de deux ailes : une qui fait face au croisement de la rue Africaine et Américaine et l'autre au croisement de la rue du Tabellion et Américaine. Ces deux bâtiments logent chacun des espaces aux fonctions différentes.
L'aile, dont l'entrée se situe sur la rue du Tabellion, possède les plus grandes salles : le gymnase, la grande salle de réception ainsi que la chapelle. Dans la seconde aile se trouve toutes les salles de classe. Leur différence de fonction se traduit par deux gabarits distincts. Ils sont décalés verticalement l'un par rapport à l'autre d'un demi niveau : les registres horizontaux démontrent un écart d'alignement. Les motifs géométrisants sur les façades et la composition fonctionnelle du plan sont des caractéristiques qui inscrivent le bâtiment dans un style architectural moderniste.
L'école a été conçu par l'architecte Paul Dhaeyer, connu pour ses réalisations modernistes à Bruxelles. Il conçoit un premier bâtiment qui comprend un gymnase semi enterré au rez-de-chaussée, une salle des « Proclamations » au premier étage et une chapelle au dernier étage, le tout superposés l'un sur l'autre : le fonctionnalisme de plan se traduit par une logique combinatoire verticale et un gain d'espace. Il y prévoit l'entrée principale de l'école, afin de maintenir ces mêmes espaces publics.
Deux types de briques sont utilisés dans la composition de la façade. Le rez-de-chaussée s'implante sur un soubassement de pierre bleue et est recouvert de brique de « Quenast ». Les deux autres étages sont signifiés par l'utilisation de briques « Klampsteen », dotée d'une teinte plus claire.

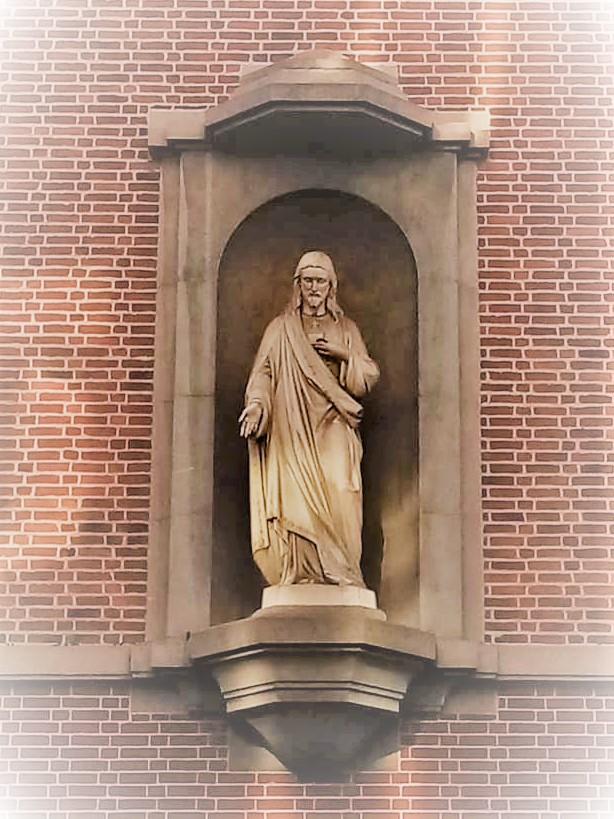
Vue de la niche surplombant l'entrée principale de l'ancienne école du Sacré-Cœur d'Ixelles.

L'entrée, anciennement principale, se situe sur la rue du Tabellion et est organisée par une composition symétrique : deux fenêtres sont disposées latéralement à l'entrée et sont encadrées par des chambranles de pierre bleue. Dans le prolongement de ces deux baies, deux travées verticales prennent leur départ à partir d'un bandeau de pierre bleue à la cime du rez-de-chaussée. Elles se distinguent du plan du mur en brique de Klampsteen par un renfoncement et l'utilisation de brique de Quenast, (plus foncée). Enfin, ces travées rejoignent un registre horizontal, du même caractère (renfoncement), au troisième et dernier étage. Cette organisation symétrique est soulignée par l'ajout d'une niche de pierre bleue aux ornement géométrisants, propres du modernisme des années 1930. Cet enfoncement en cul-de-four loge une statue du Christ, abritée et supportée par des extrusions octogonales aux moulures de cimaises géométriques. Le socle s'aligne avec le bandeau séparant le rez-de-chaussée du premier étage et est supporté par un culot octogonal.
Le changement de brique ainsi que la différence de format de fenêtre définissent distinctement des registres respectivement associés à des salles différentes. Les petites baies carrées du rez éclairent le gymnase et l'isolent du public sur le trottoir. La grande salle des proclamations est illuminée par de hautes baies verticales qui s'alignent sur celles du bas et prennent comme appui de fenêtre le bandeau de pierre bleue qui les traversent en leur base. Enfin, des petites baies en arc en plein cintre, associées par deux, toujours dans la continuité verticale de fenêtres voisines, éclairent la chapelle. Le plan de masse révèle que, du toit à double pente, s'extrude une toiture en abside autour de laquelle sont disposées des petites baies assurant un éclairage indirect sur l'abside de la chapelle.
L'aile des classes suit le même principe compositionnel : le rez-de-chaussée, matérialisé par l'usage de briques sombres (Quenats), est séparé des deux autres étages en briques claire (Klampsteen) par un bandeau de pierre bleue, qui ceinture l'entièreté du bâtiment. Le coin biseauté qui fait face au croisement de la rue Américaine et Africaine est percé de larges baies qui éclairent la cage d'escalier intérieure. Les fenêtres sont disposées en décalage par rapport aux autres car correspondent aux demi-niveaux des volées des escaliers : la première baie en partant du bas est donc encadré par le bandeau qui, dans sa continuité, la transpercerait.

### Extensions du Centre ScolaireMa Campagne

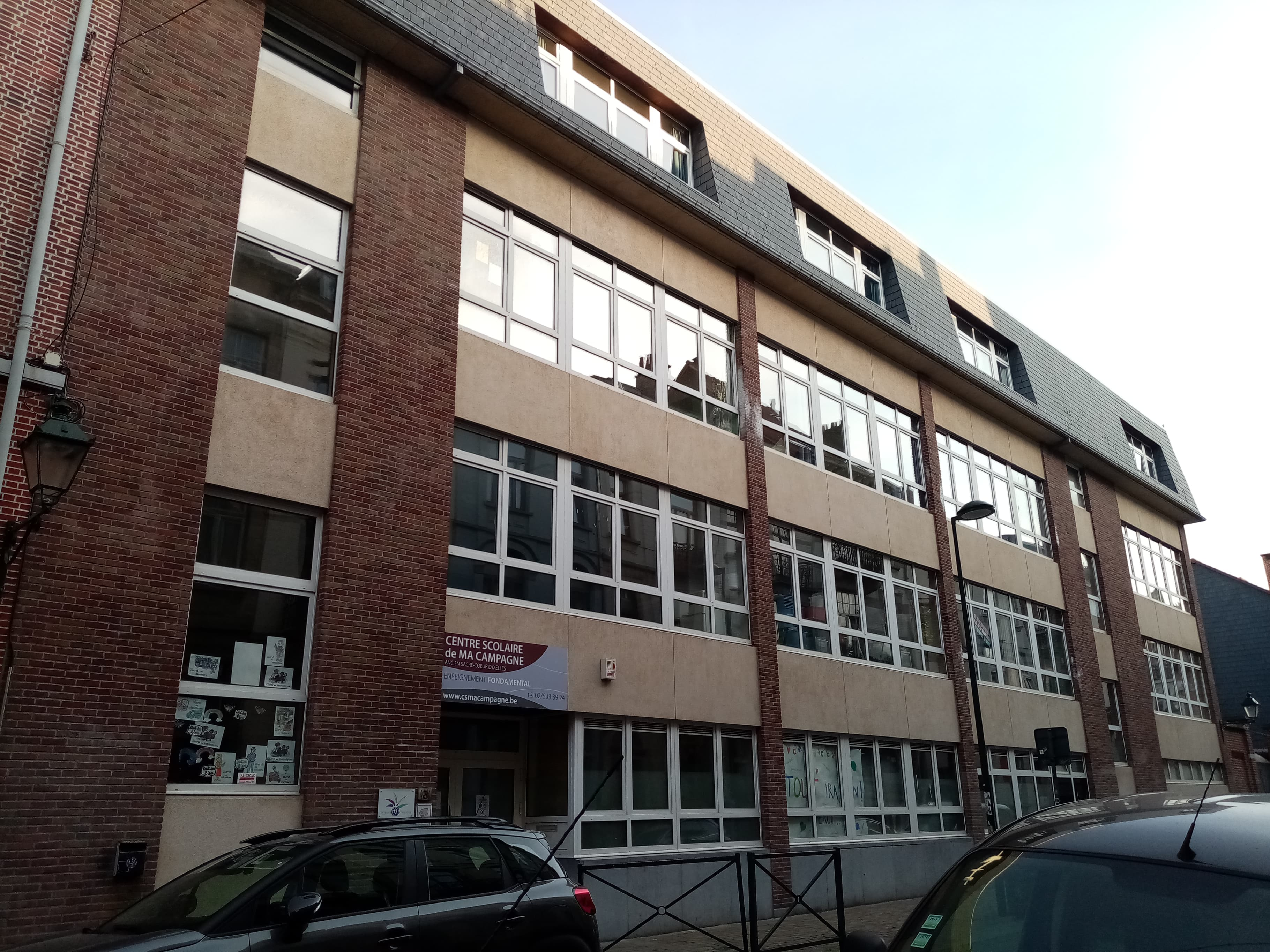
Vue de l'extension du centre scolaire Ma Campagne sur la rue Africaine (1988).

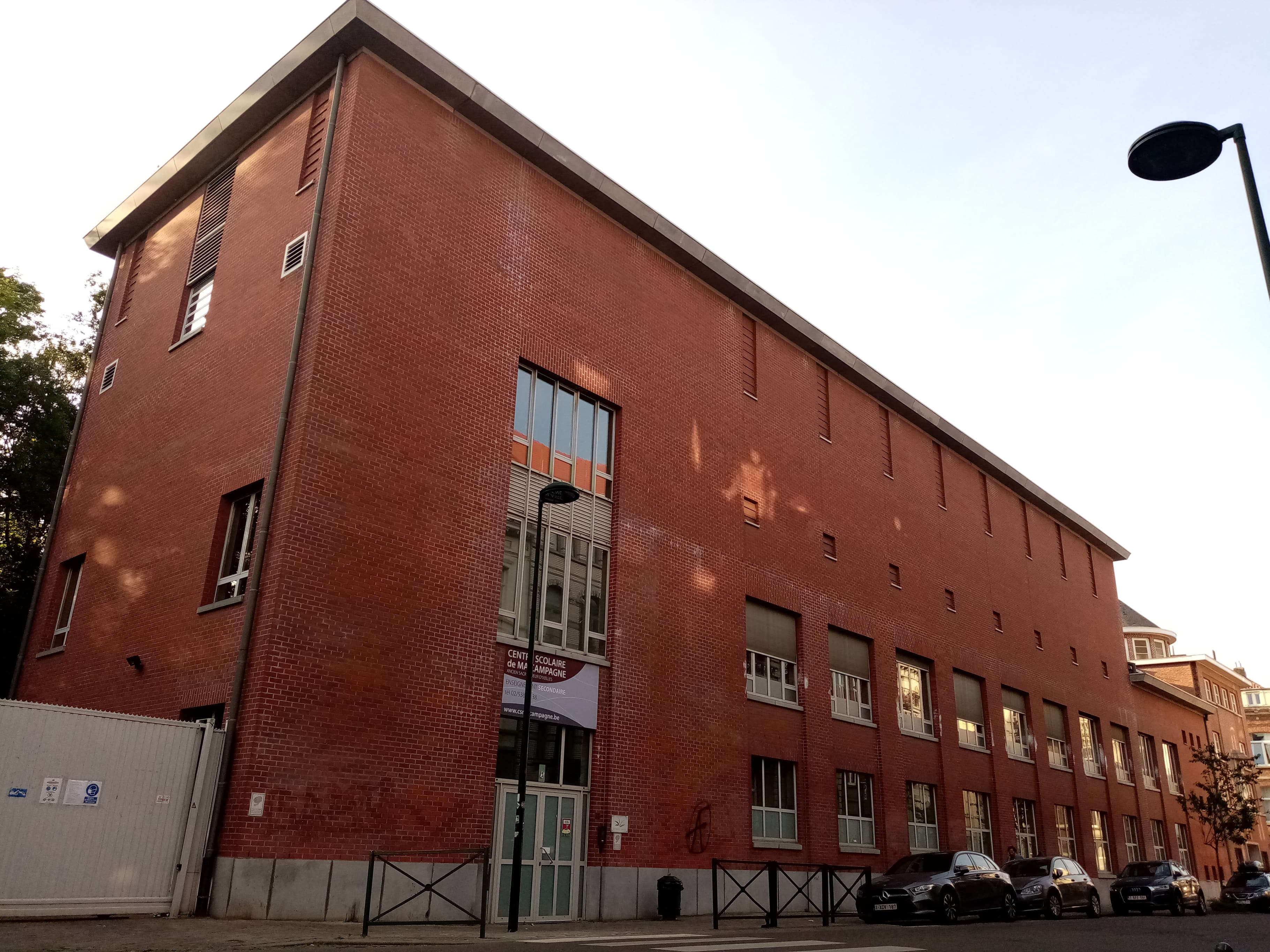
Vue de l'extension du centre scolaire Ma Campagne sur la rue du Tabellion (2003).

#### Extension sur la Rue Africaine (1988)
Lors du centenaire de l'école du Sacré-Cœur, la nouvelle direction commande une extension, consacré à l'enseignement fondamental, longeant le bâtiment existant sur la rue Africaine. Construit en 1988, la façade se compose de six travées de baies qui alternent avec des bandes verticales de brique, leur largeur varie de façon régulière : trois larges travées sont flanquées de bande verticale fines aux fenêtres décalées, celles-ci correspondent aux demi-niveau des volées d'escaliers. Ces travées sont rompues par des bandes de maçonnerie beiges horizontales et des larges baies, créant ainsi des registres clairement définis et un ensemble géométrique orthogonal.

#### Extension sur la Rue du Tabellion (2003)
Du côté opposé se trouve une annexe construite en 2003, consacré à l'enseignement primaire, dans le prolongement du bâtiment existant sur la rue du Tabellion. À l'ancien emplacement de la tour de la chapelle, démolie lors du chantier, s'implante un bâtiment de deux étages. Le plan de sa façade continue sur celui de l'annexe voisine, celle-ci faisant 4 étages. La façade du bâtiment présente une répétition de travées de deux baies, renfoncées dans la maçonnerie. Chaque élément vertical est accentué par de très petites et fines baies, désormais condamnées par de la maçonnerie. Dans la zone à gauche de la façade, parmi la grande surface aveugle de maçonnerie, se trouve l'entrée de l'école primaire de l'annexe, elle est prolongée verticalement par une grande baie dans un renfoncement identiques aux autres travées.